# ハリネズミ

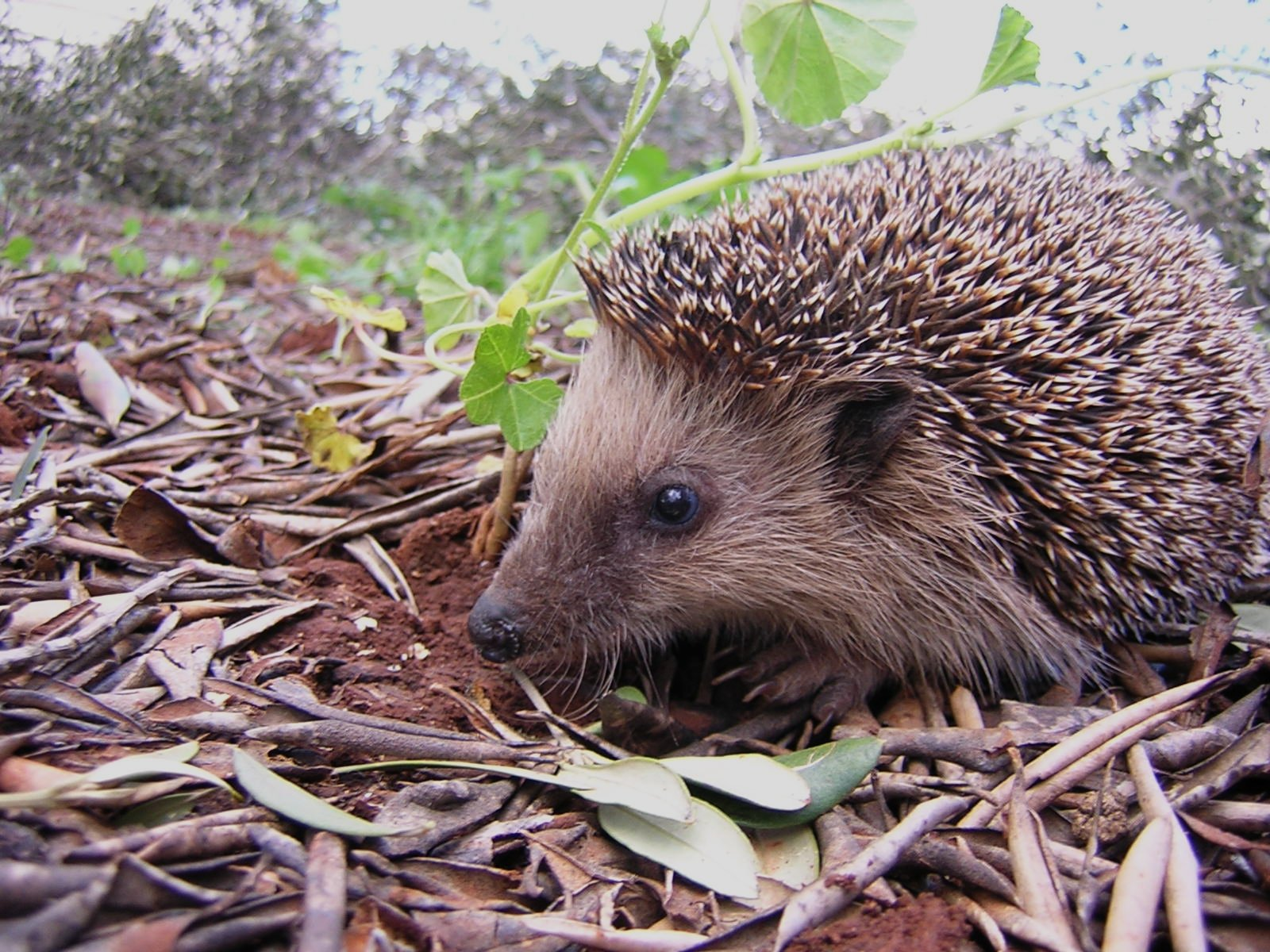
ナミハリネズミ

ハリネズミ（針鼠、彙、蝟、猬)は、哺乳綱真無盲腸目ハリネズミ科ハリネズミ亜科（Erinaceinae）に分類される構成種の総称。
広義には、ハリネズミ科に属するすべての動物、すなわちジムヌラ亜科（Galericinae）、ハリネズミ亜科の両方の生物群を指すが、ふつうは針毛をもたない（あるいはほとんどもたない）ジムヌラ類を除いて、ハリネズミ亜科のみを指すことが多い。本項でも、ジムヌラ類を除くハリネズミ類について記す。ハリネズミ亜科では、現生のものとしては5属16種が知られている。

## 分布
自然分布は、ヨーロッパ、アフリカ、中近東、日本列島以外の東アジア、ロシア、インド。
外来種としては、ニュージーランド、日本などに見られる。

## 形態
背は体毛が変化した棘で被われる。棘は根元にかけて細くなり、風や落下の衝撃などによって棘に圧力が加わった場合でも根元が折れ曲がることで体に食い込むことを防いでいる。棘の根元は球状で小型の筋肉と連動し普段はこの筋肉が弛緩しているため棘が倒れた状態になっているが、この筋肉の作用により棘を逆立たせることができる。背外縁の筋肉は環状に発達し、この筋肉が収縮して紐付き袋のような役割を果たし体を丸めこみ球状になる。頭部や下半身も頭部や脇腹の皮膚が伸びることで被われ、これらの作用により背の筋肉も伸びるため針がより逆立つようになる。針のようなトゲは、体毛の一本一本がまとまって硬化したものである。これにより敵から身を守るほか、樹上から落下した際に衝撃を吸収して怪我を防ぐ役目も担う。
左右の上顎第1門歯の間には隙間があり、その間に下顎の第1門歯が収まるようになっている。四肢や爪は頑丈。ヨツユビハリネズミ（後肢の趾が4本）を除いて指趾は5本。
視力が弱く、エサを捕るときには聴覚と嗅覚に頼る。

## 分類
以下の分類・英名はMSW3(Hutterer, 2005)、和名は断りのないかぎり今泉監修(1986)に従う
- アフリカハリネズミ属 Atelerix
  - Atelerix albiventris ヨツユビハリネズミ Four-toed hedgehog
  - Atelerix algirus アルジェリアハリネズミ North African hedgehog
  - Atelerix frontalis ケープハリネズミ Southern African hedgehog
  - Atelerix sclateri ソマリハリネズミ Somali hedgehog
- ハリネズミ属 Erinaceus
  - Erinaceus amurensis アムールハリネズミ Amur hedgehog
  - Erinaceus concolor ヒトイロハリネズミ Southern white-breasted hedgehog
  - Erinaceus europaeus ナミハリネズミ West European hedgehog
  - Erinaceus roumanicus Northern white-breasted hedgehog
- オオミミハリネズミ属 Hemiechinus
  - Hemiechinus auritus オオミミハリネズミ Long-eared hedgehog
  - Hemiechinus collaris クビワハリネズミ[2] Indian long-eared hedgehog
- ダウリアハリネズミ属[2] Mesechinus
  - Mesechinus dauuricus ダウリアハリネズミ[7] Daurian hedgehog
  - Mesechinus hughi モリハリネズミ Hugh's hedgehog[7]
- インドハリネズミ属 Paraechinus
  - Paraechinus aethiopicus エチオピアハリネズミ Desert hedgehog　
  - Paraechinus hypomelas ブラントハリネズミ Brandt's hedgehog
  - Paraechinus micropus インドハリネズミ Indian hedgehog
  - Paraechinus nudiventris Bare-bellied hedgehog

## 生態

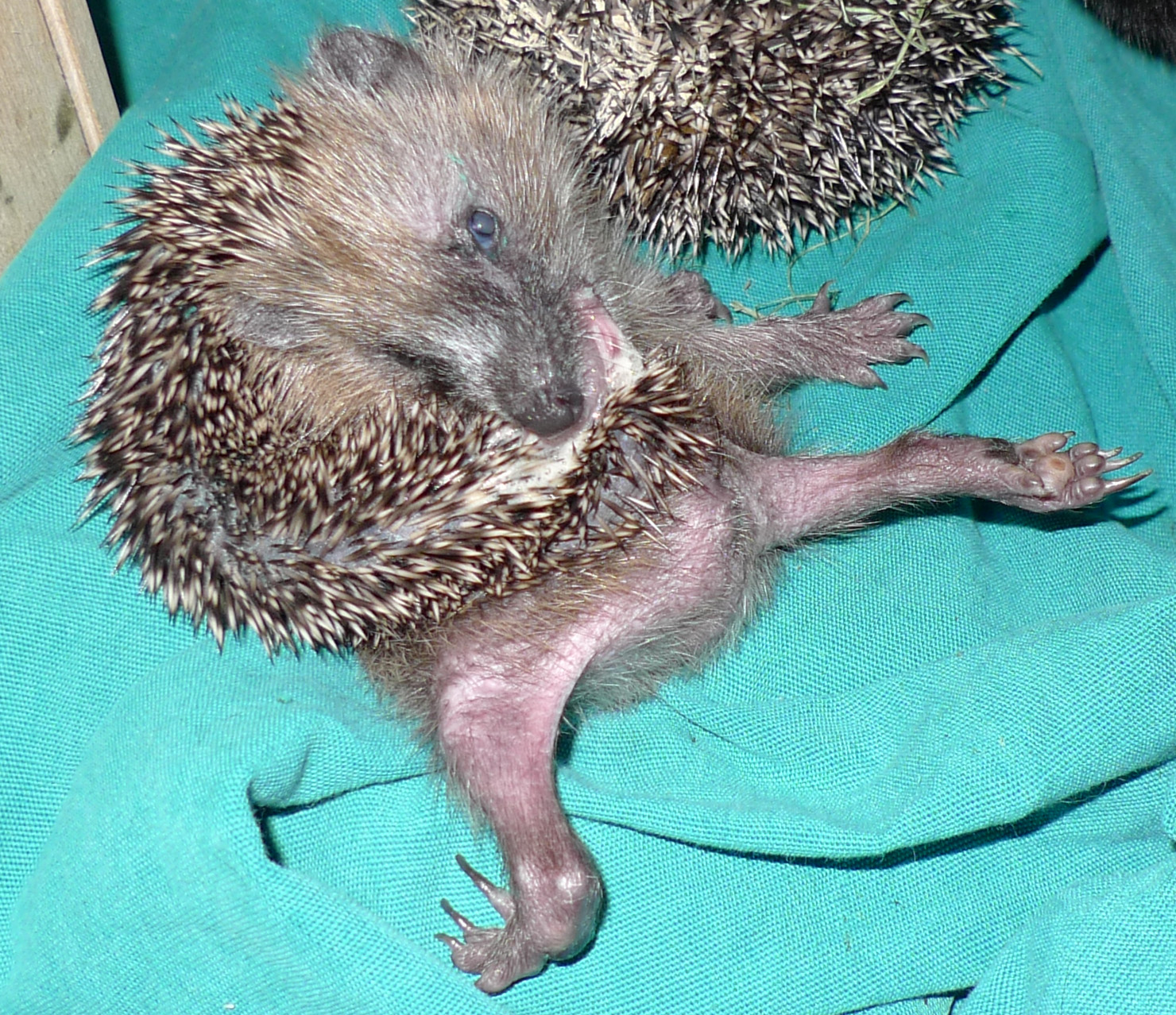
アンティングしているハリネズミ

土を掘ることもあり、トンネル状の巣穴を掘る種もいる。温帯域や砂漠に生息する種は冬季に休眠することもある。危険を感じると主に棘を逆立たせ静止することが多いが、体を丸め球状になることもある。棘に唾液を付ける行動が知られている。この行動の用途は不明だが外部寄生虫を避ける働き、性的誘因の働き、味がまずくなることで捕食者に食べられにくくする働きがあるとする説もある。
ヨーロッパに分布する種を除いて知見は限られるが、ミミズ、昆虫、カタツムリ、ネズミ、カエル、ヘビ、鳥類の卵や雛、小型哺乳類、動物の死骸、漿果、落果、種子などを食べる。クビワハリネズミやダウリアハリネズミでは食性のうち小型哺乳類が占める割合が高いとされる。イギリスでは生垣の下に生息していることが多く、人間の生活圏に生息して庭にいる害虫を食べるため、ハリネズミを役立つペットだと見なす人もいる。
繁殖様式は胎生。妊娠期間はナミハリネズミで34 - 49日。インドハリネズミ類は1回に1 - 5頭、ナミハリネズミやオオミミハリネズミ類は1回に1 - 10頭の幼獣を産む。
いくつかの場面でハリネズミは、自分の背中に唾液を塗り、強烈な唾液の臭いを周囲にまき散らすアンティングという行動をとる。これは、子供が巣から放り出された時に母親に知らせるため、巣立ち後の未成熟個体に見られず成体では異性が近くにいるときに行っていることから、性的なアピールをするために行っているなどの指摘がある。飼育下では、新しい場所や匂いに対して不安に感じたことへの転位行動であるという指摘がある。

## 名前
日本語では「ネズミ」と付くが、実際はモグラに近い。ミミズなどを捕食する。英語名のHedgehog（生垣のブタ）はブタのように鼻を鳴らしながら生垣をかぎ回ることに由来する。

## 人間との関係
ハリネズミは多くの文化において食材として扱われる。古くは古代エジプトなどで食用とされており、ヨーロッパ中世後期のいくつかのレシピでは、ハリネズミ肉の記載が残されている。ユーラシア及びアフリカにおいては、ハリネズミは民間治療や呪術医による治療の材料として取引が行われている。中東の、特にベドウィンにおいてはリウマチと関節炎の薬として認められ、結核からインポテンツまでさまざまな病気を治療する万能薬とも伝えられている。
モロッコでは、焦げるまで焼いた皮膚や毛の煙を吸入することで、発熱やインポテンツ、尿に関する病気などに利くとされており、ハリネズミの血は白癬によるひび割れやイボの治療薬として利用される。ロマの人々の間ではいまでもハリネズミが食用とされ、ボイルあるいはローストして食べられており、血と脂肪は民間治療的に用いられる。1980年代のイギリスにおいて「ハリネズミ風味」のポテトチップスが発売されたことがあったが、この商品にハリネズミは含まれていなかった。
ヨーロッパでは市街地にも生息し、生け垣や納屋などに住み着いたり庭や農耕地・芝生・花壇・堆肥などで獲物を探す。民間伝承にも多く登場し、一例としてウシの乳を吸う・ヘビの毒に免疫があるなどといったものがある。プリニウスは「棘に果実を刺して運ぶ」と記しており、同様の伝承は中国でも知られている。
日本では、中期更新世（チバニアン）時代の化石が発見されているものの、有史以後は分布しなかった。ただし現在は、ペットとして飼われていたと思われるものが、神奈川県の小田原市や静岡県の伊東市などに定着していることが確認されている。日本では2005年12月にハリネズミ属が属単位で特定外来生物に指定（2006年2月施行）されている。2015年にはハリネズミ属が属単位で環境省の生態系被害防止外来種リストにおける総合対策外来種のうち、重点対策外来種に指定されている。2017年現在ヨツユビハリネズミを除くアフリカハリネズミ属・オオミミハリネズミ属・Mesechinus属が未判定外来生物に指定されている。
バイオミメティクスの一例としてこの針の仕組みを応用したアメリカンフットボール用のヘルメットに使われる衝撃吸収材が研究開発されている。